# 시트로엥 C5 에어크로스
시트로엥 C5 에어크로스(영어: Citroën C5 Aircross)는 시트로엥에서 2017년부터 생산 중인 준중형스포츠 유틸리티 자동차이다. 

## 1세대
2015년 상하이 오토쇼에서 공개된 시트로엥 에어 크로스 컨셉 카로 시작되었다. 생산 버전은 2017년 상하이 오토 쇼에서 중국 시장을 위해 공식적으로 발표되었다. 중국에서의 판매는 2017년 가을에 시작되었다.
유럽에서는 2018년 제네바 모터쇼에서 선보였으며, 2018년말부터 판매를 시작하였다.
2021년 초에는 인도 시장에 진출했다. 그리고 동년 하반기에 페이스리프트가 진행되었다.

## 2세대
2024년 10월에 개체된 파리 모터쇼에서 컨셉트카 모델이 공개되었고, 양산형은 2025년 4월에 공개되었으며 컨셉트카의 디자인을 그대로 가져왔다. STLA 미디엄 플랫폼을 적용해 사이즈가 더 커진 것이 특징이다.